# فرناند فور
فرناند فور (بالفرنسية: Fernand Faure)‏ هو سياسي فرنسي، ولد في 16 مارس 1853 في فرنسا، وتوفي في 6 مارس 1929 في باريس في فرنسا. حزبياً، نشط في Independent Radicals ‏. وقد انتخب عضو مجلس الشيوخ في الجمهورية الفرنسية الثالثة وانتخب نائب فرنسي.